# Booker Little
Booker Little (2 de abril de 1938 en Memphis, Tennessee-5 de octubre de 1961 en Nueva York) fue un trompetista de jazz estadounidense.

## Biografía

### Los años de Memphis
Booker Little nace el 2 de abril de 1938 en Memphis. Su padre era trombonista, su madre era pianista en una iglesia y su hermana Vera era cantante clásica. A partir de los cinco años Booker se inicia sin gran éxito en el trombón. Su padre, que tocaba de oído, no sabía enseñarle gran cosa sobre teoría musical. A los doce años intenta aprender a tocar el clarinete. En su instituto, la Manassas High School, un profesor lo invita a intentar aprender la trompeta. En este establecimiento, Booker Little toma cursos con Matthew Garrett (el padre de la cantante Dee Dee Bridgewater). Va a tocar a menudo al hotel Mitchell donde actúan Phineas Newborn Jr y George Coleman. Toca también a veces con la orquesta de Dave Bartholomew. Es también en esta época cuando conoce al saxofonista Charles Lloyd, que se convierte en su mejor amigo.

### Chicago
En 1954 Little va a estudiar al Conservatorio de Chicago. Estudia trompeta, pero también teoría musical, composición y orquestación. Al cabo de cuatro años, obtiene su diploma. Durante estos años de formación, actúa a veces con Johnny Griffin y su MJT + 3, entre otros. Durante nueve meses, comparte habitación en la YMCA con Sonny Rollins que le enseña mucho sobre la música. Él le hace comprender que hace falta forjarse su propio estilo sacando partido de sus propias cualidades, pero también de sus propios defectos.

### El encuentro con Max Roach
En 1955, Sonny Rollins presenta Little al batería Max Roach. Pero Roach no contrata al trompetista para su quinteto hasta 1958 (después de la muerte de Clifford Brown y el breve paso de Kenny Dorham). En junio de 1958, graban, para el sello Emarcy un primer álbum On The Chicago Scene. En julio actúan en el festival de Newport con un grupo atípico, sin piano pero con una tuba. En septiembre, graban, con la misma formación, para Riverside el álbum Deeds No Words.

### Los primeros álbumes como líder
En octubre de 1958, Booker Little graba para el sello Blue Note su primer álbum como líder, Booker Little Plus Four. Roach está en la batería y el grupo es sensiblemente el mismo que el suyo. Este disco, que contiene versiones de estándares pero también tres composiciones originales, confirma el talento de Booker Little como trompetista y también como compositor. 
En 1959, Booker Little graba un nuevo álbum con el quinteto de Max Roach, un disco con el octeto del trombonista Slide Hampton y uno con el cantante Bill Henderson. 
Entre diciembre de 1959 y febrero de 1960, Booker Little graba, como sideman del saxofonista Frank Strozier, un disco admirable. Están acompañados por « the rhythm sección » (la sección rítmica de Miles Davis en aquellos tiempos: Wynton Kelly, Paul Chambers y Jimmy Cobb). En abril, Booker Little graba en cuarteto, para el sello Time, su segundo álbum como líder: Booker Little. El grupo se compone de Tommy Flanagan o Wynton Kelly (según las tomas) al piano, Scott LaFaro al contrabajo y Roy Haynes a la batería.
En agosto, Booker graba para el sello Warwick dos álbumes. Uno es un disco con el sexteto del vibrafonista Teddy Charles (Sounds of Inner City). El otro, The Soul of Jazz Percusión, reúne las tomas tocadas por tres grupos diferentes.

### El encuentro con Eric Dolphy
1960 es también para Booker Little el año de su encuentro con Eric Dolphy. Con este último, Booker Little va a romper con la estética post-bebop y hard bop para acercarse al free jazz. La música es audaz (métricas inhabituales, armonías complejas...) y el trompetista utiliza a veces los recursos de la politonalidad pero Booker Little no se libra nunca a la atonalidad total y permanece fiel a un cierto «material armónico», a la manera de Eric Dolphy, aunque Booker Little es menos innovador que este último.

### El periodo Candid
En septiembre de 1960, Booker Little participa en la grabación para el sello Candid del disco manifiesto de Max Roach We insist! Freedom now suite. Este disco, en el cual participa Abbey Lincoln y también el veterano Coleman Hawkins es un homenaje a la historia de los afroestadounidenses y también un apoyo al movimiento de los derechos cívicos en Estados Unidos y contra el apartheid en Sudáfrica.
El 21 de diciembre de 1960, Eric Dolphy y Booker Little graban como colíderes, para el sello Prestige/New Jazz, en quinteto, una obra maestra: Far Cry. La sección rítmica está compuesta de Jaki Byard, Ron Carter y Roy Haynes. Estamos aquí muy lejos de un hard bop convencional e incluso del post-bop ya muy innovador de Max Roach. El discurso, sin ser puramente «free», es abiertamente experimental y libertario.
En febrero de 1961, Booker Little participa en la grabación del disco de Abbey Lincoln para Candid. Straight Ahead.
En marzo, siempre para Candid, graba un disco que se puede considerar como su obra fundamental como líder: Out Front.

### Los últimos meses
En mayo y junio participa en las sesiones legendarias de los álbumes Africa Brass de John Coltrane. En estos discos, donde Coltrane está acompañado por una big band, cuyos arreglos son de Eric Dolphy, él no es más que un «músico de pupitre» de la orquesta y no hace ningún solo.
En julio de 1961, Booker Little actúa en el club « Five Spot » de Nueva York con Eric Dolphy, Mal Waldron, Richard Davis y Ed Blackwell. Dos álbumes en directo (publicados por el sello Prestige bajo diferentes títulos) nos permiten oír la música tocada durante estas noches.
En agosto, participa en la grabación de Percusión Bitter Sweet, un álbum de Max Roach para el sello Impulse.
En agosto y septiembre graba como líder, para el sello Bethlehem, Victory and Sorrow. Este álbum —a veces reeditado bajo el título Booker Little and Friends— saldrá después, a título póstumo. El 5 de octubre de 1961 Booker Little muere de una crisis de uremia a la edad de 23 años.

## Discografía

### Como líder
- 1958:  Booker Little 4 and Max Roach (United Artists)
- 1960:  Booker Little (Time)
- 1961:  Out Front (Candid Records) con Julian Priester, Eric Dolphy, Don Friedman, Ron Carter, Art Davis, Max Roach
- 1961: Booker Little and Friend (Bethlehem) reeditado como Victory and Sorrow.

### Como sideman
Con Max Roach
- Max Roach + 4 on the Chicago Scene (EmArcy, 1958)
- Max Roach + 4 at Newport (Emarcy, 1958)
- Deeds, Not Words (Riverside, 1958)
- Award-Winning Drummer (Time, 1958)
- The Many Sides of Max (Mercury, 1959)
- We Insist! (Candid, 1960)
- Percussion Bitter Sweet (Impulse!, 1961)

Con Eric Dolphy
- Far Cry (Prestige, 1960)
- At the Five Spot (New Jazz / OJC, 1961)

Con John Coltrane
- Africa/Brass (Impulse!, 1960)

Con Slide Hampton
- Slide! (Strand, 1959)

Con Bill Henderson
- Bill Henderson Sings (Vee Jay, 1959)

Con Abbey Lincoln
- Straight Ahead (Candid, 1961)

Con Frank Strozier
- Fantastic Frank Strozier (Vee-Jay Récords, 1960)